# Fraispertuis City
Koordinaten: 48° 19′ 37″ N, 6° 42′ 47″ O
Fraispertuis City ist ein französischer Freizeitpark, der sich auf das Themengebiet Wilder Westen und Piraten spezialisiert hat.
Der 1966 eröffnete Park liegt in der Nähe der Gemeinde Jeanménil, 100 km von Strasbourg und 33 km von Epinal entfernt.
Die wichtigsten Attraktionen des Parks sind die Drehkarusselle Far West, Sombreros, Blizzard und Santiago, die Bootsfahrt Pirates Attack, die Wasserrutsche Le Flum sowie die Piratenschaukel und der Far-West-Express. Im Park gibt es sechs Restaurants.
Die Anfang Juli 2011 eröffnete Achterbahn „Timber Drop“ des Herstellers S&S Worldwide hielt mit ihrer um 113 Grad geneigten ersten Abfahrt rund sechs Monate lang den Weltrekord als steilste Stahlachterbahn, ehe sie Ende Dezember den Rekord an den „Green Lantern Coaster“ in der australischen Warner Bros. Movie World abgeben musste.
Im Jahre 2016 erreichte der Park mit 271.000 Gästen einen neuen Besucherrekord.

## Attraktionen

### Achterbahnen
| Name              | Typ                             | Hersteller | Höhe  | Länge  | Max. Tempo | Eröffnungsjahr |
| ----------------- | ------------------------------- | ---------- | ----- | ------ | ---------- | -------------- |
| Grand Canyon      | Stahlachterbahn ohne Inversion  | Soquet     |       |        |            | 2000           |
| Ronde des Rondins | Familienachterbahn              | Zierer     | 3,3 m | 60,2 m | 26 km/h    | 2014           |
| Timber Drop       | Stahlachterbahn mit Inversionen | S&S        |       | 29,3 m | 66 km/h    | 2011           |

### Wasserbahnen
| Name              | Typ            | Hersteller | Länge | Höhe | Max. Tempo | Eröffnungsjahr |
| ----------------- | -------------- | ---------- | ----- | ---- | ---------- | -------------- |
| Pirate Attack     | Splash Battle  | Mack Ride  |       |      |            | 2009           |
| La Riviére Castor | Wildwasserbahn | Soquet     | 60 m  | 1 m  |            | 2014           |
| Le Flum           | Wildwasserbahn | Soquet     |       | 11 m |            | 1991           |
| Les Bumpers       | Bumper Boats   |            |       |      |            |                |

### Sonstige Attraktionen
| Name                | Typ              | Hersteller     | Länge | Höhe | Max. Tempo | Eröffnungsjahr |
| ------------------- | ---------------- | -------------- | ----- | ---- | ---------- | -------------- |
| El Molcajete        | Wild Park        | Technical Park |       |      |            | 2023           |
| Golden Driller      | Gaint Drop       | Intamin        |       | 66 m |            | 2017           |
| Le Bateau Pirate    | Schiffschaukel   | Zamperla       |       |      |            | 1996           |
| La Diligence        | Crazy Bus        | Zamperla       |       |      |            | 2013           |
| Les Santiags        | Berg-und Talbahn | Zamperla       |       |      |            |                |
| L’île aux pieuvres  | Jet Skis         | Zierer Rides   |       |      |            | 2019           |
| Corb'Hauts          | Magic Bikes      | Zamperla       |       |      |            | 2020           |
| La Tornade          | Barnyard         | Zamperla       |       |      |            |                |
| Le Cactus           | Freefalltower    | Bear Rides     |       | 19 m |            | 1997           |
| Le Cavalerie        | Disc'O           | Zamperla       |       |      |            | 2005           |
| Le Joli Jumper      | Frog Hopper      | Zamperla       |       |      |            |                |
| Le Joly Jumper      | Jumpin' Star     | Zamperla       |       |      |            |                |
| Les Draisines       | Sidecars         | Technical Park |       |      |            | 2022           |
| Los Ranitas         | Jump Around      | Zamperla       |       |      |            |                |
| Post Office         | Speedway         | Zamperla       |       |      |            | 2020           |
| Ptits Moussaillons  | Karussell        | Zamperla       |       |      |            | 2020           |
| L'Express           | Rundfahrt        | Severn Lamp    |       |      |            | 1973           |
| La Mine d'Or        | Themenfahrt      |                |       |      |            |                |
| La Roue Panoramique | Riesenrad        |                |       |      |            | 1995           |
| Le Blizzard         | Karussell        |                |       |      |            |                |
| Le Pony Express     | Reitbahn         | Soquet         |       |      |            |                |
| Le Rio Grande       | Rundfahrt        | Zamperla       |       |      |            |                |
| Old America         | Rundfahrt        |                | 120 m |      |            |                |

### Geschlossene Achterbahnen
| Name    | Typ                | Hersteller | Eröffnung | Schließung |
| ------- | ------------------ | ---------- | --------- | ---------- |
| Express | Familienachterbahn | Soquet     | 1987      | 2004       |